# 大阪市立大池中学校
大阪市立大池中学校（おおさかしりつ おおいけ ちゅうがっこう）は、大阪府大阪市生野区にある公立中学校。
学制改革により、生野区で最初の公立中学校の一つとして1947年に開校した。校舎敷地は、高等科単独設置の国民学校・大阪市大池国民学校の敷地を引き継いでいる。
2022年度以降は、大阪市立大池小学校との連携型小中一貫校に移行する。小学校・中学校の敷地はそれぞれ従来のものを引き続き使用したうえで、「小中一貫校大池学園」を構成する1校になる。

## 沿革
- 1947年4月1日 - 大阪市立生野第一中学校として開校。
- 1949年5月1日 - 大阪市立大池中学校に改称。
- 2022年4月 - 連携型小中一貫校に移行。

## 通学区域
- 大阪市立大池小学校の通学区域。
  - 大阪市生野区 鶴橋4丁目（一部）、鶴橋5丁目（一部）、桃谷4-5丁目、勝山北4丁目（一部）、勝山北5丁目、中川西1-3丁目、中川1-6丁目、田島1丁目（一部）。

※2021年度・22年度の校区内の小学校再編以前は、中学校校区の範囲には変更はないものの、大阪市立御幸森小学校・中川小学校の卒業生と、大阪市立舎利寺小学校校区の一部の卒業生が進学していた。

## 交通
- 大阪シティバス 大池中学校前バス停。
- Osaka Metro千日前線・今里筋線 今里駅 南へ約1.5km。
- Osaka Metro千日前線 北巽駅 西へ約1.5km。
- 大阪環状線 桃谷駅 東へ約1.5km。
- 近鉄大阪線・奈良線 今里駅 南西へ約1.6km。

## 出身者
- 秋山成勲 -（総合格闘家）
- 春山悠太 -（ラグビー選手）[2]